# Кравченко Любов Миколаївна
Кравченко Любов Миколаївна (* 26 липня 1957, с.Сватки, Гадяцький район, Полтавська область, УРСР) — український педагог, доктриня педагогічних наук (2009), професорка.

## Біографія
Народилася 26 липня 1957 р. у с.Сватки на Гадяччині. Навчалася на історичному факультеті Полтавського державного педагогічного інституту імені В. Г. Короленка, який закінчила у 1978 році. Більше десяти років працювала учителем історії і географії у восьмирічці. Ще десятиліття була завідувачкою методичним кабінетом районного відділу освіти. З 1992 р. по 1996 р була аспіранткою Українського інституту підвищення кваліфікації керівних кадрів освіти. Захистила кандидатську дисертацію 2 у спеціалізованій вченій раді Інституту педагогіки і психології професійної освіти АПН України  «Професійна діагностика у системі післядипломного підвищення кваліфікації вчителя» 7 листопада 1996 року (науковий керівник – проф. Крисюк Степан Васильович). 
Працювала у Полтавському ОІППО імені М.В. Остроградського упродовж 2000—2003 рр. на посаді доцента кафедри менеджменту освіти, паралельно за сумісництвом була асистентом кафедри педагогіки ПДПУ імені В.Г. Короленка (2002—2003 рр.). Згодом навчалася у докторантурі з педагогіки ПДПУ імені В.Г. Короленка (2002—2006 рр.). У 2009 р. захистила докторське дисертаційне дослідження на тему «Наукові основи підготовки менеджера освіти у системі неперервної педагогічної освіти»(науковий консультант – проф. Бойко Алла Микитівна). 
З листопада 2006 по вересень 2007 р. була доцентом кафедри педагогіки, а з  вересня 2007 р. – професором, завідувачем кафедри культурології та методики викладання культурологічних дисциплін Полтавського національного педагогічного університету імені В.Г. Короленка.
Заступник голови спеціалізованої вченої ради К44.053.01 Полтавського національного педагогічного університету імені В.Г. Короленка. Керує аспірантурою зі спеціальності 13.00.04 – теорія і методика професійної освіти та 13.00.01 – загальна педагогіка та історія педагогіки.
Член редколегій трьох видань, ліцензованих ВАК України як фахові: журналу «Імідж сучасного педагога», збірників наукових праць (серія «Педагогічні науки», ПНПУ імені В.Г. Короленка) та «Етика і естетика педагогічної дії» (Інститут педагогічної освіти і освіти дорослих НАПН); очолює редколегію альманаху «Культуролог», започаткованого в університеті у 2008 році. Була відповідальним редактором спецвипусків журналу «Імідж сучасного педагога»: «Культурологічна освіта» (2009 р.), «Художня культура України» (2010 р.), «Світова художня культура» (2011 р.).

## Наукова школа
Любов Кравченко заснувала та очолює наукову школу «Наукові основи інтеграції педагогічного і культурологічного знання». Під її керівництвом було організовано і проведено ряд всеукраїнських науково-практичних конференцій:
- «Філософсько-освітні і мистецькі проблеми сучасної культурології України», (23-24 жовтня 2008 року);
- «Духовна культура особистості в системі соціального регулювання суспільства» (23-24 листопада 2011 року);
- «Постать Тараса Шевченка у світовому й національному культурологічному контексті» (4-5 березня 2014 р.)
- всеукраїнську науково-практичну конференцію з міжнародною участю «Придатність вашого слова та імені безмежна у часі» (до 160 з дня народження В.Г. Короленка)» (22-23 травня 2013 р.).

У межах дії наукової школи організовані а проведені круглі столи: 
- «Наука як феномен культури» (21 травня 2009 р.),
- «Культурологічна проблематика у новітньому гуманітарному дискурсі» (18 жовтня 2009 р.),
- «Культурологічні сценарії діяльності особистості» (17 березня 2010 р.)
- «Культура і духовність молоді як проблема педагогічної освіти» (17 березня 2011 р.),
- «Наука як компонент духовної культури особистості» (18 травня 2011 р.),
- «Духовність української молоді в контексті модернізації суспільних процесів» (у рамках II Всеукраїнської науково-практичної конференції «Духовна культура особистості в системі соціального регулювання суспільства» 23 листопада 2011 р.)
- «Культурологічні аспекти діяльності вчителя у соціально-педагогічному середовищі» (у межах VI Міжнародної студентської науково-практичної конференції «Наукові здобутки студентів і магістрантів – освіті ХХІ століття» 10-11 березня 2011 р.)
- «Культурні індустрії в Україні у контексті глобалізації» (15 березня 2012 р.).

Науковою школою у 2012 р. започатковано і щороку проводиться соціокультурний проект для підлітків та молоді «Свято творчої особистості», метою якого є популяризування сучасного та народного мистецтва в їх природних проявах:
- «Глина – то жива істота» – персональна виставка кераміки Василя Омеляненка,
- «Гобеленовізії» (творчість народного майстра О. Бабенка);
- «Культові споруди Полтави» (персональна виставка графічних робіт В. Бабенка);
- «Закохані у пісню» – творчий вечір Івана та Валентини Саражин;
- «Музика в культурі українців» концерт за участю Івана Новобранця та ін.

Під керівництвом проф. Кравченко Л.М. захищено 5 кандидатських дисертацій: 
- Свєртнєв Олександр Анатолійович (2009) -  "Підготовка майбутнього вчителя фізичної культури до спортивно-ігрової діяльності в загальноосвітньому навчальному закладі"[5]
- Лебедик Леся Вікторівна (2010). «Педагогічна підготовка магістрантів у вищих економічних навчальних закладах».[6]
- Винничук Рената Володимирівна (2009) - "Виховання загальнолюдських цінностей у літературній спадщині і громадсько-просвітницькій діяльності В.Г. Короленка".[7]
- Скорик Богдана Сергіївна (2010) - "Просвітницькі ідеї та навчально-виховна діяльність православних чернечих монастирів Центральної України (кінець XVII-XVIII століття)"[8]
- Наталевич Наталія Петрівна (2014) - "Формування професійної компетентності майбутніх культурологів у процесі вивчення історико-культурологічних та педагогічних дисциплін"[9]
- Н. Майструк - "Підготовка фахівців декоративно-ужиткового мистецтва в навчальних закладах України (80-і роки ХХ століття – початок ХХІ століття)" (2024)

## Наукова робота
Наукові інтереси Кравченко Л.М. пов’язані з дослідженням методолого-теоретичних засад культурології, соціально зорієнтованого менеджменту і маркетингу як чинників культурологічної переорієнтації національної системи освіти, інноваційного менеджменту в організаціях освіти й культури, теорії і методики підготовки фахівців з естетичної, економічної і фізичної культури для забезпечення всебічного і гармонійного розвитку та самоздійснення особистості суб’єктів навчання (учнів, студентів, учителів, керівників освіти і культури)  широкого вікового діапазону.
Має понад 200 публікацій з історії та історії педагогіки, серед яких:
- 1. Кравченко Л.М. Неперервна педагогічна підготовка менеджера освіти. Монографія. – Полтава: Техсервіс, 2006. – 420 с.

Статті у центральних журналах, фахових та інших виданнях
- 2. Комунікативна компетентність майбутнього вчителя: зміст, компоненти, значення Комунікативна компетенція у професійній діяльності педагога і психолога. Зб. наук. праць. – Полтава: Освіта, 2007. – С. 13–17
- 3. Суперечності та закономірності підготовки сучасного менеджера освіти Педагогічна майстерність керівника освітнього закладу: теорія і практика:  матер. всеукр. наук.–практ. семінару. – Полтава: Астрая, 2007. – С. 115–118.
- 4. Технологія консалтингу у підготовці менеджерів освіти для регіональних рівнів управління організацією Вивчення та впровадження в Україні іноземного досвіду вдосконалення діяльності органів влади:  матер. Всеукр. наук.–практ. конф. – Полтава: ПУСКУ, 2007. – С. 129–133.
- 5. Концепція маркетингу в діяльності менеджерів освітніх організацій Глобалізація та модернізація світових освітніх процесів: Матер. Міжнар. наук.-пр. конф. – Одеса, 2007.– С. 28.
- 6. Самоіміджування як особистісно–креотивна технологія менеджера освіти Інноваційні технології в професійній підготовці вчителя тру-дового нав-чання: матер. Міжнар. наук.-прак. конф. – Полтава, 2007. – С. 97–104.
- 7. Організаційно–педагогічна діяльність Г.Ващенка як зразок для сучасних менеджерів освіти Дидаскал : часопис кафедри педагогіки ПДПУ імені В.Г. Короленка. – Полтава: ПДПУ, 2007. – № 5. – С. 105–107.
- 8. Теоретичні і практичні проблеми вітчизняної культурології ХХІ століття Культуролог / Часопис кафедри культурології ПДПУ імені В.Г. Короленка. – Полтава, 2008. – №1. – С. 6–9.
- 9. Культурологічна освіта на зламі епох: теоретичні й практичні аспекти (про створення Полтавської регіональної культурологічної школи) Імідж сучасного педагога [спецвипуск «Культурологічна освіта»]. – 2009. – № 5 – С. 3–5.
- 10. Освітній менеджмент і формування загальної культури педагога Педагогічні науки: зб. наук. праць ПНПУ імені В.Г. Короленка. – 2009. – Вип.3. – с. 71–82.
- 11. Варіативний проект регіональної програми навчального курсу «українська художня культура» (для учнів 10–х класів ЗНЗ) Імідж сучасного педагога [спецвипуск «Художня культура України»]. – № 8 (107) – 2010. – С. 10–14.
- 12. Ресурсно–диференційований науковий підхід до підготовки фахівців фізичної культури Гуманізація навчального процесу: зб. наук. праць / [за заг. ред. проф. В.І. Сипченка]. Вип. LII. – Слов’янськ: СДПУ, 2010. – С. 32– 43.
- 13. Освітній менеджмент і формування загальної культури педагога Педагогічні науки: Зб. наук. праць. – Випуск 3. – Полтава, 2010. – С. 53–64.
- 14. Менеджмент іннвацій у системі освіти регіону Гуманізація навчального процесу: зб. наук. праць / [за заг. ред. проф. В.І. Сипченка]. Вип. LVI. – Слов’янськ: СДПУ, 2011. – С. 5–13.
- 15. Результати апробації авторської моделі професійної підготовки майбутнього вчителя фізичної культури Гуманізація навчального процесу: зб. наук. праць / [за заг. ред. проф. В.І. Сипченка]. Вип. LV. – Слов’янськ: СДПУ, 2011. – С. 46– 51
- 16. Соціально зорієнтований маркетинг як чинник культурологічної переорієнтації національної системи освіти Педагогічні науки: зб. наук. праць ПНПУ імені В.Г. Короленка. – 2011. – Вип.1. – С. 4–11.
- 17. Тести для самоконтролю і контролю знань учнів 9–11–х класів з інтегрованого навчального курсу «Художня культура» Імідж сучасного педагога [спецвипуск «Світова художня культура»] – № 7 (116) – 2011. – С. 53–58.
- 18. Компетентнісно–концентричний підхід до підготовки менеджера загальноосвітнього навчального закладу Педагогічні науки: зб. наук. праць ПНПУ імені В.Г. Короленка. – 2011. – Вип.2. – С. 11–18.
- 19. Культуротворчий потенціал шкільної  художньо–естетичної освіти Імідж сучасного педагога [спецвипуск «Світова художня культура світу] – № 7 (116) – 2011. – С. 3–6
- 20. Наукові основи підготовки менеджера освіти впродовж життя Імідж сучасного педагога. – 2011. № 4 (113). – С. 29–33

2012 – 21. Нормативні правові засади менеджменту неформальної мистецької діяльності в Україні // Імідж сучасного педагога. – № 4 (126). – 2012. – С. 27-30.
- 22. Комплекс «монастир-семінарія» як освітні осередки Центральної України (кінця XVII-XVIII ст.). // Педагогічні науки. – зб.наук. пр. – Вип. 54. – Полтава. – 2012. – С. 103-110.
- 23. Наукові основи модернізації природничонаукової підготовки майбутніх фахівців фізичної культури // Педагогічні науки. – зб.наук. пр. – Вип. 56. – Полтава. – 2012. – С. 36-41.
- 24. Упровадження нового змісту початкової освіти: теорія і практика (про Всеукраїнські педагогічні читання пам’яті Т.М. Байбари) // Імідж сучасного педагога. – № 7 (126). – 2012. – Іл. 1-4
- 25. Культуротворчий потенціал національної шкільної художньо-естетичної освіти // Етика і естетика педагогічної дії. – зб.наук. пр. – Вип. 2. – Полтава. – 2012. – С. 120-128.